# Sericopimpla melanomerus
Sericopimpla melanomerus là một loài tò vò trong họ Ichneumonidae.